# Tritonia cooperi
Tritonia cooperi är en irisväxtart som först beskrevs av John Gilbert Baker, och fick sitt nu gällande namn av Friedrich Wilhelm Klatt. Tritonia cooperi ingår i släktet Tritonia och familjen irisväxter.

## Underarter
Arten delas in i följande underarter:
- T. c. cooperi
- T. c. quadrialata